# La invitada
La invitada (títol original en italià: L'invitata) és una pel·lícula franco-italiana dirigida per Vittorio De Seta estrenada el 1969.
El barri de Planoise a Besançon, acabat de construir aleshores, serveix de decorat al film. Ha estat doblada al català.

## Argument
Una dona anomenada Anne espera el seu marit, que ha de tornar d'una conferència. Però arriba en plena nit amb una noia i decideix instal·lar-la al domicili conjugal. Aleshores Anne fuig al Sud de França amb un cert François que resulta ser el seu patró, i aprenen a conèixer-se millor abans que la situació no es compliqui.

## Repartiment
- Joanna Shimkus: Anne
- Michel Piccoli: François Desailly
- Jacques Perrin: Laurent
- Paul Barge: Paul, l'escultor
- Jacques Rispal: el forner
- Albert Dagnant
- Clotilde Joano: Michèle
- Lorna Heilbron